# Bocca Tigris
Koordinaten: 22° 48′ 7″ N, 113° 36′ 19″ O

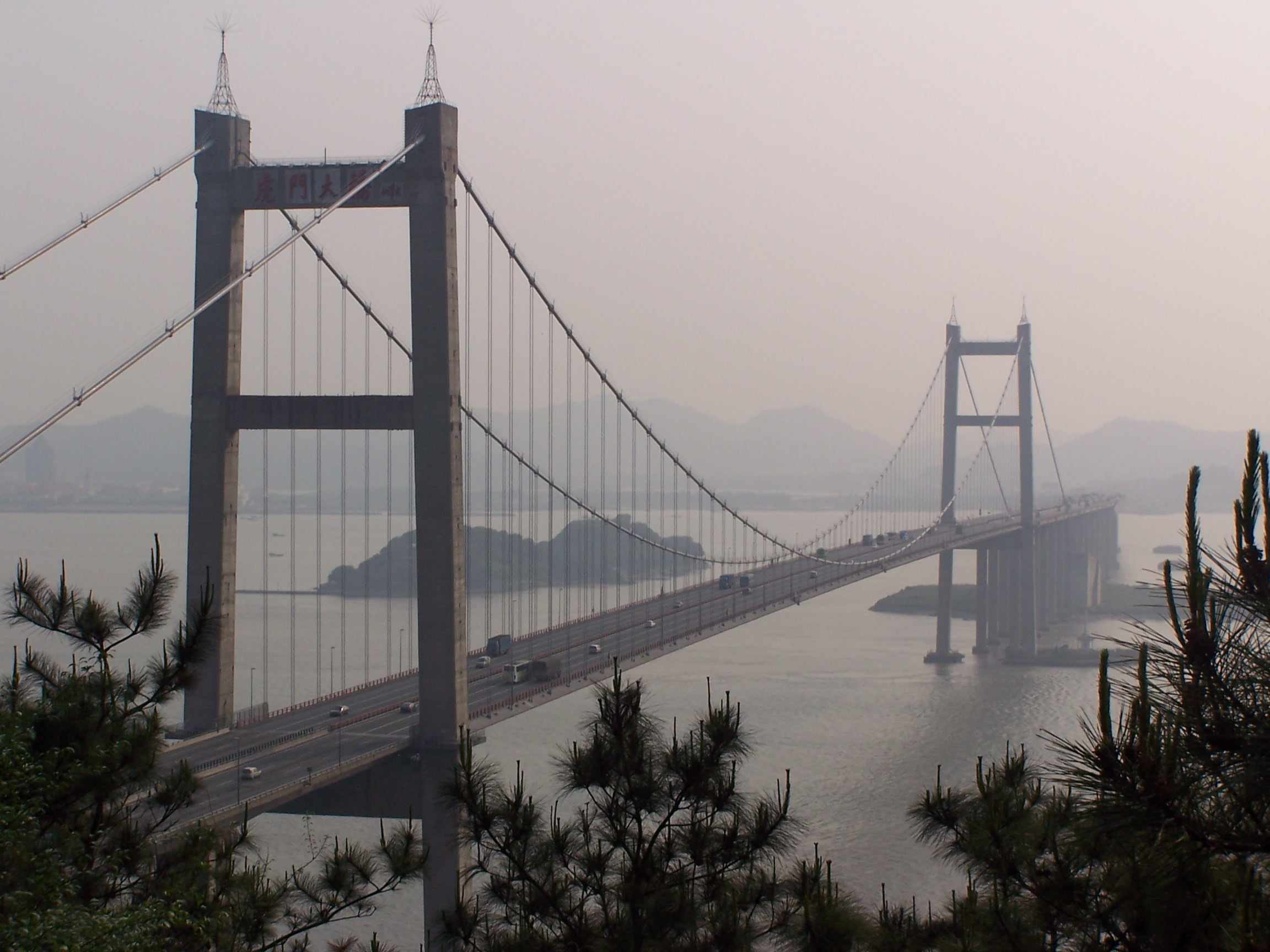
Die Humen-Brücke über der Bocca Tigris (Tigertor)

Karte der Mündung des Perlflussdeltas (1888), welche die Lage des Bocca Tigris (虎門) zeigt

Bocca Tigris oder Die Bogue (虎門 / 虎门,  hǔmén – „Tigertor“, d. h. Einfahrt zum Kanton-Fluss) ist eine Enge im Perlflussdelta, Guangdong, Volksrepublik China, bevor der Perlfluss (China) sich zur Meeresbucht Zhujiang Kou erweitert. Seit 1997 wird die Enge von der Humen-Perlflussbrücke überspannt.

## Name
Während der chinesische Name im Deutschen „Tigertor“ bedeutet, leitet sich der Name „Bocca Tigris“ vom portugiesischen „Boca do Tigre“ ab, was „Rachen des Tigers“ bedeutet.

## Geschichte
Von 1809 bis 1810 fanden in dem Gebiet mehrere Seegefechte zwischen Portugiesen und chinesischen Piratenflotten statt, die als die Schlacht am Boca do Tigre bezeichnet werden.
Wegen der strategischen Lage als Schifffahrtsweg nach Guangzhou war die Enge traditionell befestigt, und einige größere Schlachten im Ersten Opiumkrieg (1839–1842) fanden hier statt.

## Geographie
- Westküste: Stadtbezirk Nansha, Guangzhou (bezirksfreie Stadt)
- Ostküste: Stadt Humen, Dongguan (bezirksfreie Stadt)
- Die Oberen und Unteren Hengdang-Inseln (横档岛) befinden sich in der Mitte der Humen-Brücke.

## Sehenswürdigkeiten
- Humen-Perlflussbrücke
- Einige Festungen aus der Qing-Dynastie (Bogue-Festungen), einschließlich:
  - Weiyuan-Festung (威遠炮台) in der Stadt Humen
  - Shajiao-Festung (沙角炮台; wörtl. Festung Sandecke) in der Stadt Humen
- Nansha-Pier (新南沙客运港) im Stadtbezirk Nansha, 1,6 km südlich der Humen-Brücke